# كورنيليا فونكه
كورنيليا فونكه (بالألمانية: Cornelia Funke) (ولدت في دورستن (بالألمانية: Dorsten) في ولاية شمال الراين - وستفاليا في ديسمبر 1958) هي روائية ألمانية، وكذلك مؤلفة كتب للأطفال وللشباب. ولرواياتها شهرة ونجاح عالميين. وقد اشتهرت رواياتها بالحكايات الخرافية والخيالية.

## حياتها
بعد أن حصلت كورنيليا فونكه على الثانوية من مدرسة القديسة أورزولا Sankt Ursula، رحلت إلى هامبورغ حيث درست هناك وحصلت على دبلوم في التربية. وعملت بعد ذلك لمدة ثلاث سنوات مربية، وكانت تدرس أثناء ذلك فن الرسم التوضيحي معهد الفن التشكيلي المتخصص في هامبورغ.
وعملت بعد ذلك في مجال رسومات كتب الأطفال، ولكنها قررت التحول إلى الكتابة نفسها. وبجوار ذلك فقد كتبت كورنيليا الحوار للمسلسل التلفزيوني «سبعة نجوم» Siebenstein.
حققت النجاح العالمي بكتابها «أمير اللصوص» Herr der Diebe، الذي نشر في ألمانيا في عام 2000, ونشر بعد ذلك في الولايات المتحدة في عام 2002, وظل يتصدر قائمة الكتب الأكثر مبيعا في الولايات المتحدة، لعدة شهور. ترجم هذا الكتاب إلى أكثر من 23 لغة.
وفي سبتمبر 2003 صدرت روايتها «قلب الحبر» Tintenherz في وقت واحد في ألمانيا والولايات المتحدة وبريطانيا وأستراليا وكندا. ونشرت في عام 2004 الترجمة الإنجليزية لكتابها «فارس التنين» Drachenreiter.
وفي عام 2005 طبعت الأعمال الكاملة لكورنيليا فونكه، وبيعت منها أكثر من عشرة ملايين نسخة.
اعتبرتها صحيفة Time Magazine في عام 2005 أنها من بين أكثر مائة شخصيا مؤثرة على مستوى العالم.
كانت كورنيليا فونكه تعيش في شمال هامبورغ حتى مايو 2005, ولكنها ارتحلت إلى الولايات المتحدة لتقيم في لوس أنجلوس مع أبنائها، بعد وفاة زوجها.

## جوائز حصلت عليها
- 1998: جائزة البقرة القارئة - عن روايتها «أمير اللصوص»
- 2002: جائزة الكتاب الإنجيلي
- 2004: جائزة الفانتازيا من مدينة فيتسلار

## أعمالها
1. سلسلة «صائدو الأشباح» Die Gespensterjäger
2. سلسلة «الدجاج البري» Die Wilden Hühner
3. ثلاثية "قلب الحبر"(قلب الحبر 2003 - دم الحبر 2005 - موت الحبر 2007)
4. خلف النوافذ السحرية 1989
5. ساحرتان وحشيتان 1994
6. الأميرة إزابيلا 1997
7. فارس التنين 1997
8. صديقات سمينات 1998
9. ميك ومو في الغرب الوحشي 2000
10. أمير اللصوص 2000 (وقد حول إلى فيلم سينمائي في 2006)
11. الفارس الغامض الذي لا اسم له 2001
12. أكثر الإخوة وحشية في العالم 2004
13. ميك ومو في الفضاء الخارجي 2004

## وصلات خارجية
- كورنيليا فونكه على موقع IMDb (الإنجليزية)
- كورنيليا فونكه على موقع مونزينجر (الألمانية)
- كورنيليا فونكه على موقع ألو سيني (الفرنسية)
- كورنيليا فونكه على موقع ميوزك برينز (الإنجليزية)
- كورنيليا فونكه على موقع أول موفي (الإنجليزية)
- كورنيليا فونكه على موقع قاعدة بيانات الأفلام السويدية (السويدية)
- كورنيليا فونكه على موقع ديسكوغز (الإنجليزية)
- كورنيليا فونكه على موقع قاعدة بيانات الفيلم (الإنجليزية)
- كورنيليا فونكه  على قاعدة بيانات الخيال التأملي على الإنترنت